# Ниа
Ниа, настоящее имя Нэйт Ривер (англ. Near, Nate River) — один из главных персонажей манги и аниме-сериала «Тетрадь смерти». Один из претендентов на место L, позже ставший его наследником. Во время размышлений над расследованием играет в различные детские игры.

## Характер
Ниа — вероятно один из самых близких по духу к L персонажей. Как L, он эксцентричен, замкнут и бесстрастен. Определённо, L был для него авторитетом, однако, после известия о смерти детектива, Ниа заявляет, что «тот проиграл, потому что не мог играть правильно». В отличие от Мэлло обладает спокойным и уравновешенным характером. Часто играет с детскими игрушками, а также постоянно теребит волосы и сидит на полу. Ниа использовал в начале второго сезона фигурки «Лего», а в конце — марионеток, как образы своих врагов. Иногда использует карты таро для постройки карточных домиков. Его общение с другими людьми минимально. Кажется, что в доме Вамми нет никого, кого бы он мог назвать другом.

## Ниа и Мэлло
Мэлло и Ниа выросли в «Доме Вамми», приюте для одарённых детей, находящемся в Винчестере, Англия. Ребята с детства слышали, что один из них станет продолжателем дела великого детектива L. Однажды их воспитатель Роджер сообщает Мэлло и Ниа, что L скончался, так и не назвав имени преемника, но те могут работать вместе. Мэлло отказывается работать с Ниа и покидает «Дом Вамми» с целью самому найти Киру. Спустя время Мэлло уезжает в Америку и присоединяется к мафии. Ниа тоже покидает приют и переезжает в Америку, но становится членом Союза Против Киры, сокращённо СПК.
Примерно через четыре года после смерти L Мэлло узнаёт о тетради смерти благодаря члену СПК, который под руководством Ниа начал собственные поиски Киры. Этот человек держит Мэлло в курсе планов СПК. После некоторых столкновений с участием Мэлло и второго L, Ниа начинает подозревать, что внутри СПК может быть шпион, и решает проверить свои догадки. Тем временем Мэлло просит члена мафии записать имена почти всех членов СПК в тетрадь смерти, серьёзно затруднив расследование Ниа за счёт сокращения людских ресурсов, но также он убивает и шпиона. После произошедшего Ниа, как и второй L, соглашаются поделиться информацией, что впоследствии приведёт Мэлло к поражению.
Годы спустя Мэлло и Ниа встречаются вновь. Ниа отдаёт сопернику единственный сохранившийся фотоснимок маленького Мэлло, тот взамен рассказывает о богах смерти и фальшивых правилах тетради. При расставании оба обещают найти Киру первым. Мэлло убивают, записав его имя в тетради смерти. Во время финального противостояния Ниа говорит, что разоблачить планы второго L, коим являлся Ягами Лайт, или же Кира, во многом удалось благодаря Мэлло. Ниа говорит, что и он, и Мэлло сумели сравниться со своим кумиром — первым L, более того, превзошли его, сумев отомстить за его смерть и получить доказательства, которые привели к поражению Киры. После победы над Лайтом Ниа официально становится носителем звания нового L. Показано, как он ест шоколад, отдавая дань уважения Мэлло.

## Ниа и L
Ниа уважал интеллект L, но считал, что L проиграл, не сумев обличить Лайта Ягами, хотя имел все предпосылки. Ниа ещё более замкнут и нелюдим, чем L.

## Ниа и Кира
После отказа о сотрудничестве Мэлло из-за различий в характерах, Ниа приступает к расследованию дела Киры, взяв себе псевдоним N. Собрав команду из опытных детективов, он выходит на Второго L, который и становится его главным подозреваемым. Поменяв настоящую Тетрадь смерти на фальшивую, во время встречи с Лайтом доказывает всем присутствующим на встрече, что Лайт — это Кира. Таким образом в битве гениальных умов победил Ниа, но только с помощью Мэлло он смог закончить дело L и разоблачить Киру.
Считает Киру всего лишь маньяком, пусть и самым «успешным», но уважал Лайта как опасного и умного соперника. Также Ниа из уважения к тому, что Кира прекратил войны и почти уничтожил преступность, не стал раскрывать личность Киры общественности.

### После поимки Киры
Как показывается в специальном выпуске манги, Ниа стал выступать как L, раскрывая новые преступления и распутывая новые дела. Ниа решил не раскрывать миру личность Киры и вообще не сообщать о результатах расследования. Скорее всего это вызвано тем, что Кира, несмотря на свою смерть, смог изменить мир: преступность сократилась в десятки раз, а войны вообще прекратились. Официально Кира (как и Кира-2) просто перестал убивать людей по неизвестной причине.
Когда же снова начали массово умирать люди от сердечных приступов и стало ясно, что к кому-то попала новая Тетрадь смерти, а значит появился новый Кира, Ниа выступил по телевидению от лица L и сообщил, что он не будет искать нового убийцу, что ему не интересна деятельность жалкого подражателя, также он сказал, что он даже не будет именовать этого маньяка Кира, ведь это будет неуважением к такому опасному и умному противнику как настоящий, оригинальный Кира. Этого жалкого убийцу стариков он будет называть не иначе как «дешёвым Кирой» или сокращённо «C-Кира» (от англ. Cheap Kira). И действительно вскоре новый Кира покончил с собой, для общества же он просто пропал.
Ниа показан ещё более нелюдимым и необщительным, чем в основном сюжете. Вместо того, чтобы ловить нового Киру, он целыми днями строит огромные башни из карт и игральных костей. Постоянно пытается поступать так, как поступил бы L.

## Создание и дизайн персонажа
Оба сказал, что были введены два наследника L, потому что сам L в одиночку не смог победить Киру. Оба чувствовал, что один новый персонаж просто «повторит» борьбу между Лайтом и L, поэтому он решил написать сюжет о противостоянии трёх «бойцов». Он позволил Такэси Обате, художнику манги, создать образы персонажей и попросил его, чтобы персонажи выглядели немного «L-исто». Оба сказал, что колебался по поводу их возраста и считал, что делает сыновей L, также он добавил, что изначально не развивал их личности, так как он хотел «раскрыть» персонажей через их действия.
Оба сказал, что дал Ниа увлечение игрой в игрушки и укладывание вещей, как развитие привычки L — укладывание столбиками кубиков сахара и упаковок от сливок. Он думал о том, какие трудности возникают у Обаты при рисовании башенок из предметов и удивился, когда увидел башни из игральных костей в последней главе.
Имя «Нэйт Ривер» происходит от английских слов «Nate» (рус. естественный) и «River» (рус. река), что является символом перехода таланта от L к Ниа. Ниа — естественный преемник L, «естественный гений, благословляемый сверху».
Обата заявил, что после пожелания Обы, чтобы Ниа и Мэлло включали мало черт L, он старался сохранить «странность и глаз панды». Он также добавил, что поскольку L был важным персонажем, он чувствовал, что всё-таки сделал Ниа и Мэлло слишком похожими на L, дизайн персонажей был главной трудностью. Обата заявил, что, когда он впервые услышал о Ниа и Мэлло, он предполагал, что они объединятся в команду и будут работать вместе, так что он представлял их себе как близнецов, когда создавал дизайн персонажей. Обата заявил, что изначально думал о создании Ниа как «более пригодного для умственной работы» и что создал «круто выглядящую версию L» и рассматривал возможность использования младшей версии этого дизайна. Другой образ Обаты, который он создал для L, включал «действительно невинный и весёлый характер» и он чувствовал, что такой дизайн мог подойти Ниа, но быстро отказался от этой идеи. Также он сказал, что сначала попытался нарисовать Мэлло, поскольку у него «больше энергии, чем у Ниа».
Обата заявил, что когда он впервые увидел Ниа, то «даже не знал, какого чёрта тот был так одет». Он сказал, что «было трудно» рисовать одежду Ниа, когда он не понимает такой наряд. Обата вспоминал, что он остановился на пижаме и «всё стало намного проще».
Оба сказал, что Ниа «становился всё менее симпатичным» по мере развития сюжета, ссылаясь на план Ниа взять Тетрадь смерти на более раннем моменте истории. Негативная реакция возникла из-за потери L и разницы отношении к ним, и что читатели могут рассматривают Ниа как некий обман. Оба добавил, что дерзкое поведение Ниа, предназначенное для укрепления его ребячества, истолковано как «раздражение».
В заключительной главе Ниа приносит куколки для пальцев на встречу на складе. Обата заявил, что первой Ниа купил марионетку пальца в виде Киры и использовал на ней маркер. Обата думает, что Ниа не любил Киру, поэтому изобразил его куклу «уродливой», и аналогично Ниа тщательно работал над куклой Мэлло, так как Ниа нравился его соперник.
Обата сказал, что ему нравилось рисовать Ниа и что он также является одним из его любимых и одновременно его наименее любимых персонажей, считая его самым умным персонажем в манге, «потому что он обманщик».
На вопрос какой персонаж наиболее близок ему, Оба указал «Ниа и, может быть, Лайт». Что касается Ниа, Оба сказал, что он нечасто покидает свой дом.
Обата добавил, что образы персонажей стали меняться на этапе проектирования; Мэлло имел дизайн Ниа и наоборот. Обата вспоминает, что, когда он создал изображения персонажей, его редактор перепутал подписи к наброскам; когда Обата получил одобрение, то он уже не мог сказать, что подписи были неправильными. Обата сказал, что для него Ниа был «более злым». Он чувствовал, что «лучше было бы поменять их».
Обата заявил, что, по мере того, как он рисовал Ниа, его незрелость становилась всё сильнее и сильнее, так как он считает, что такие черты лучше выявлять постепенно. Обата привёл тот факт, что в начале единственной игрой Ниа является только дартс. Он чувствовал, что мог бы выразить негативную часть Ниа, используя его марионетки. Оба добавил, что можно было видеть «его тёмную сторону в том, в каком качестве он использовал кукол».

## Восприятие публикой и отзывы критиков
Терон Мартин, рецензент Anime News Network высказывает мнение, что образ Ниа является главной причиной ухудшения второй части «Тетради смерти» (59—108 главы манги и 26—37 эпизоды аниме). Он утверждает, что основой сюжета было противостояние Киры и L, после смерти которого вся интрига пропала, сначала, конечно, кажется, что серия возродится, но потом становятся видны недостатки. Авторы манги взяли основные признаки L и поделили их между Ниа и Мэлло, первому достались блестящие аналитические способности и нелюдимость, а второму — эмоциональная сторона и пищевой фетиш (страсть к шоколаду, взамен различных сладостей L), причём получившиеся половинки явно проигрывают целому. Ниа может показаться хорошим противником Кире, но ему не хватает граней соприкосновения и напряжения, как это было в конфликте с L. Его присутствие в сюжете часто слишком явная попытка дать замену L, потому что авторы не смогли придумать другого достойного врага.
В другом обзоре того же ресурса, за авторством Брианы Лоуренс, высказывается мысль, что введение целых двух противников было интересным ходом, но проблема в том, что Ниа и Мэлло рассматриваются как части L, раз за разом напоминая, что Кира продолжает свою битву с детективом. Зачем, спрашивает рецензент, видеть это снова, если мы уже видели как Лайт победил? И заключает, что Ниа и Мэлло, может быть, воспринимались бы лучше, если бы не рассматривались как разные части L.
Том С.Пеприум в рецензии эпизода «Преступное намерение» для IGN, отмечает, что одновременное появление Мэлло и Ниа обещало острое соперничество и конкуренцию между ними, но вторая половина сюжета осталась за Ниа, а Оба просто отказался от Мэлло в какой-то момент. В обзоре эпизода «Осторожность» он же пишет, что Ниа — это более тёмная, холодная и злая версия L, а не просто слабая копия L, как считают многие фанаты. По его мнению, L представляет правосудие, а Ниа — мщение.